# Klamath Mountains

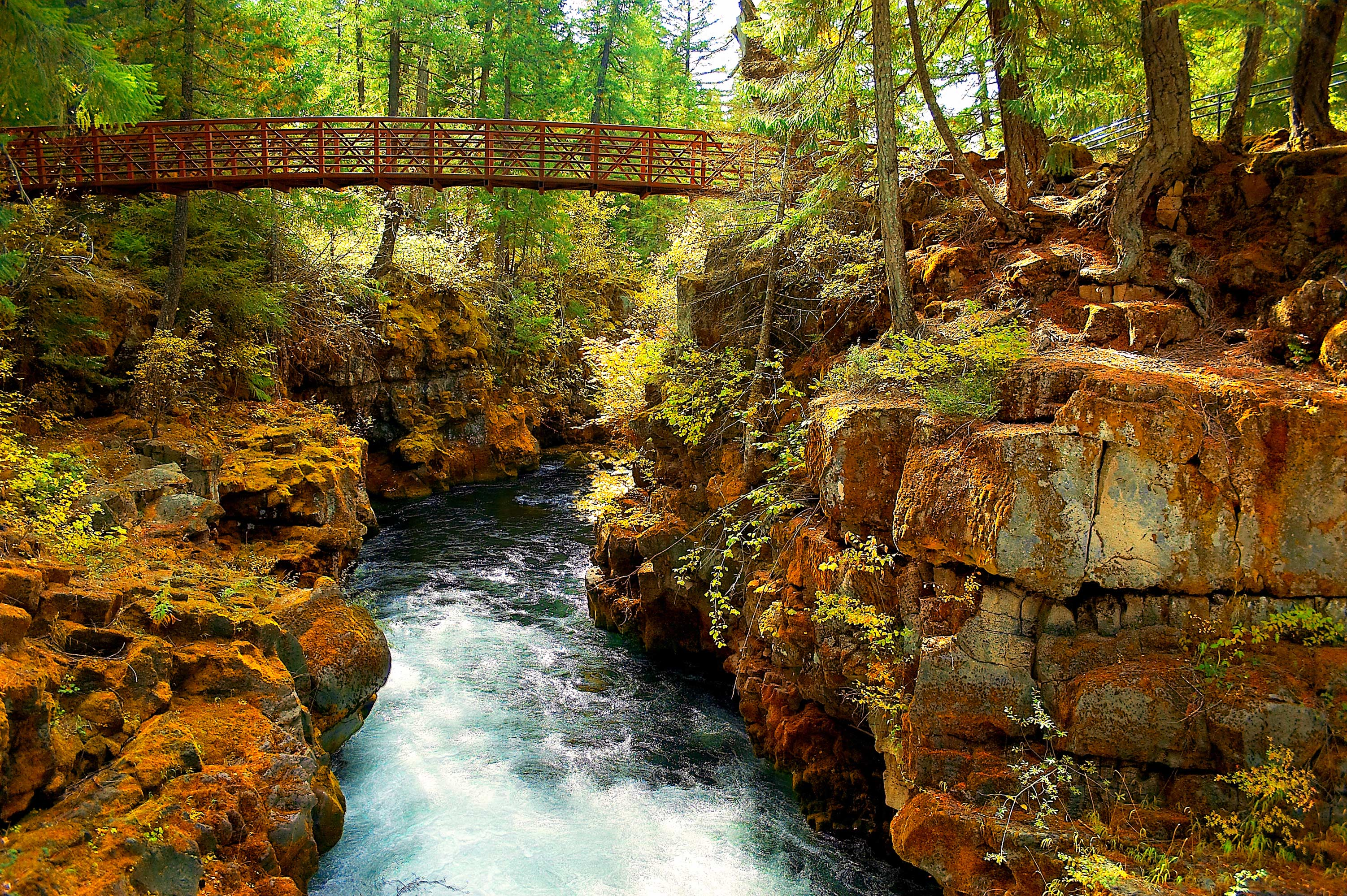
Rogue River Gorge, Oregon

Die Klamath Mountains, auch als Salmon Mountains bezeichnet, sind eine zerklüftete, dünn besiedelte Gebirgskette in den USA, die sich vom nordwestlichen Kalifornien zum südwestlichen Oregon zieht. Ihren nördlichsten Teil bilden die Siskiyou Mountains. Die höchsten Gipfel der Klamath Mountains sind Mount Eddy (2750 m) im Siskiyou County, Thompson Peak (2744 m) im Trinity County und Mount Ashland (2296 m) im Jackson County. Sie sind durch wechselnde geologische Verhältnisse gekennzeichnet, in größeren Bereichen durch Serpentin und Marmor. Klimatisch geprägt sind sie durch mäßig kalte Winter mit starken Schneefällen und warme, regenarme Sommer. Die spezielle Geologie hat zur Bildung einer einzigartigen Pflanzengemeinschaft geführt, die als Klamath-Siskiyou Forests bezeichnet wird. Diese umfasst etliche endemische oder fast endemische Baumarten, wie Lawsons Scheinzypresse (Chamaecyparis lawsoniana), Fuchsschwanz-Kiefer (Pinus balfouriana ssp. balfourinana), Siskiyou-Fichte (Picea breweriana) und Kalmiopsis (Kalmiopsis leachiana), die zusammen eine der artenreichsten Koniferen-Gemeinschaften weltweit bilden. Das Gebiet beherbergt außerdem eine reiche Fauna, beispielsweise neun Arten von Salmoniden, außerdem Bären, Großkatzen und Adler.

## Wald- und Schutzgebiete und Tourismus
Große Teile der Klamath Mountains sind Nationalforste des United States Forest Service, die zusammen mehrere Millionen Hektar umfassen: Shasta-Trinity National Forest, Siskiyou National Forest, Klamath National Forest, Six Rivers National Forest und Mendocino National Forest.
In sie sind neben forstwirtschaftlich genutzten Wäldern vorwiegend auf der kalifornischen Seite auch sieben großflächige Naturschutzgebiete vom Typ der Wilderness Areas eingebettet, der strengsten Schutzgebietskategorie der USA. Sie wurden 1964 und 1984 eingerichtet und umfassen zusammen über 5430 km², in denen es keinerlei Infrastruktur wie Straßen, Bauten oder andere Einrichtungen gibt. Wanderwege werden teilweise rudimentär unterhalten, Wandern ist auch die einzige zulässige Fortbewegungsmethode in den Gebieten, Fahrzeuge aller Art, auch Mountainbikes, sind verboten. Innerhalb der gesetzlichen Regelungen sind jedoch die Jagd und Fischerei zulässig.
Insbesondere im Gebiet der Russian Wilderness, eingerichtet 1984 mit einer Fläche von knapp 50 km², finden sich mehr Koniferenarten als an jedem anderen Standort weltweit. Weitere vom Menschen weitgehend unberührte und naturbelassene Gebiete sind die Trinity Alps Wilderness (zweitgrößtes Wilderness Area in Kalifornien, 1984, 2130 km²), Siskiyou Wilderness (1984, 740 km²), Marble Mountain Wilderness (1964, 980 km²), Yolla Bolly–Middle Eel Wilderness (1964, 730 km²), Red Buttes Wilderness (1984, 80 km², beidseits der Grenze zwischen Kalifornien und Oregon) sowie Kalmiopsis Wilderness (1964, 730 km², vollständig in Oregon).
Die Übergangszone zwischen den südlichsten Klamath Mountains, der Kaskadenkette und der Wüstenregion des Großen Beckens ist seit dem Jahr 2000 als Cascade-Siskiyou National Monument unter der Verwaltung des Bureau of Land Management ausgewiesen. Es ist das erste und bisher einzige National Monument, das vorwiegend wegen seiner Biodiversität unter Schutz gestellt wurde. Die Berührung der drei ökologischen Großregionen macht das Gebiet von etwa 215 km² so außergewöhnlich artenreich.
In den Klamath Mountains gibt es ein umfangreiches Netz von Wanderwegen (auch der Pacific Crest Trail führt durch diese Berge), Erholungsgebiete und sowohl naturnahe wie auch gut ausgestattete Campingplätze.

## Wichtige Flüsse

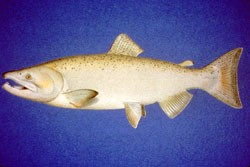
Königslachs

Zu den wichtigsten Flüssen zählen Eel River, Van Duzen River, Klamath River, Trinity River, Mad River, Smith River, Salmon River, Rogue River sowie Scott River.

## Fauna

### Fische
Das Fließgewässernetz der Klamath Mountains bildet wichtige Laichgründe für insgesamt neun Forellen- und Lachsarten, allerdings ist der Bestand einiger Arten, insbesondere unter den Lachsen, in den letzten 50 Jahren drastisch zurückgegangen. Dies ist hauptsächlich auf den Bau von Dämmen, aber auch exzessiven Kahlschlag zurückzuführen. Der Holzeinschlag auf den steilen Abhängen führt zum Eintrag großer Mengen feinen Schwemmmaterials in die Flussbetten, was die Laichgründe beeinträchtigt, da die Fische freiliegenden Kies zum Ablaichen benötigen. Wichtige Fischarten sind neben Königslachs und Silberlachs Regenbogenforelle, Bachforelle, Rotlachs, Bachsaibling, Crappie, Blauer Sonnenbarsch, Wels, Forellenbarsch und Schwarzbarsch.

### Weitere Tierarten
Die ausgedehnten Waldgebiete in Verbindung mit der dünnen menschlichen Besiedelung bieten zahlreichen Tierarten günstige Lebensbedingungen. Unter den Säugetieren finden sich Puma, Amerikanischer Schwarzbär, Rotluchs, Luchs, Waschbär, Marder, Fischermarder, Biber, Graufuchs, Rotfuchs, Nördliches Gleithörnchen und reichlich Rotwild. Bei den Vögeln sind zu nennen Steinadler, Weißkopfseeadler, Helmspecht, Schuppenhalstaube, verschiedene Habichtarten sowie mehrere große Eulen, darunter Fleckenkauz. Früher kamen im Gebiet auch Grizzly, Wolf und Roosevelt-Wapiti vor. Bei den beiden letzteren gibt es Pläne zur Wiederansiedlung, insbesondere beim als weniger problematisch geltenden Wapiti. Aus den entlegensten Regionen gibt es zuweilen Berichte über Bigfoot-Sichtungen; diese spielen auch eine Rolle in den Legenden der amerikanischen Ureinwohner.

## Flora

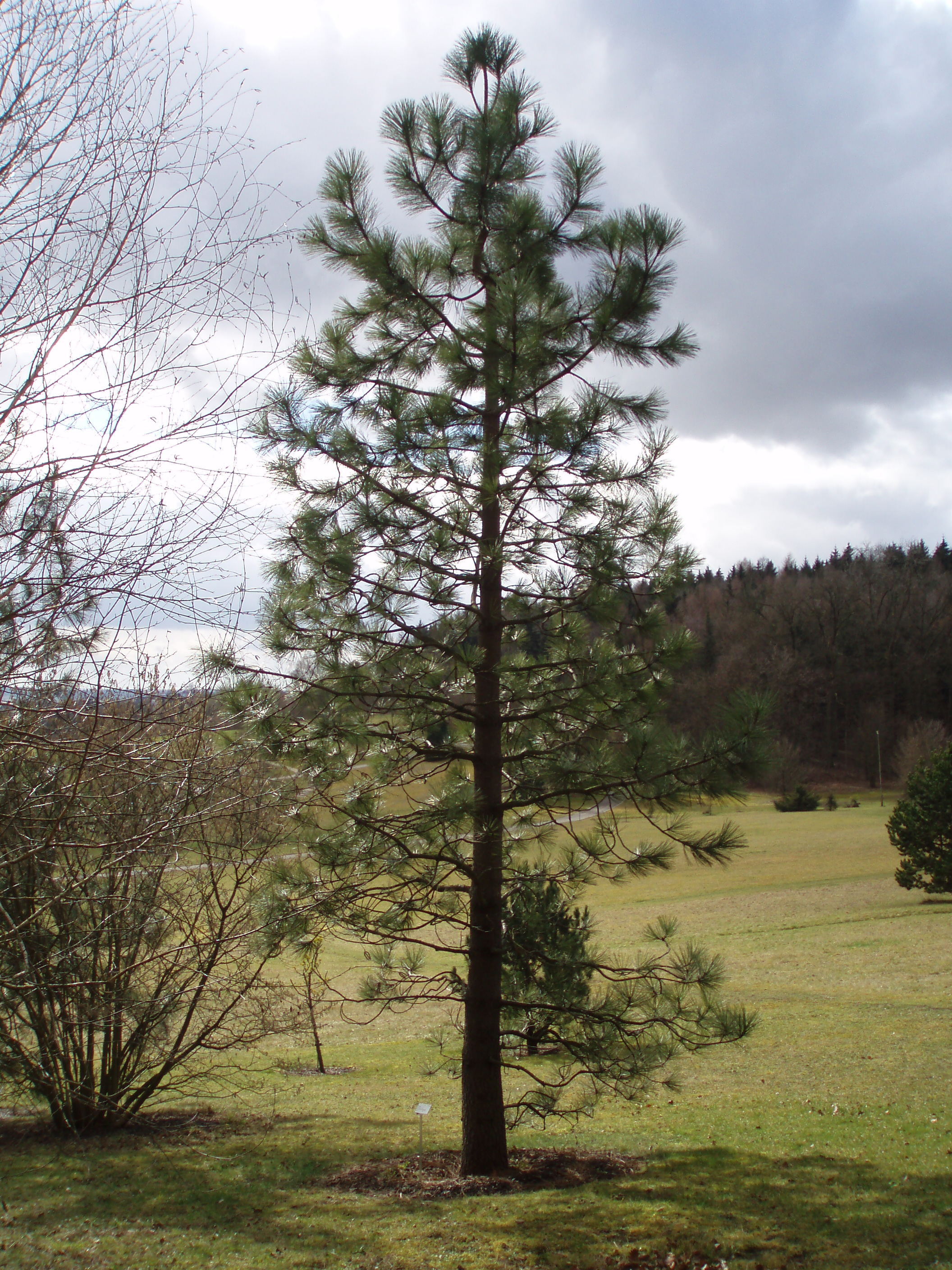
Jeffrey-Kiefer

Die Klamath-Siskiyou-Wälder bilden eine Koniferenwald-Ökoregion der Gemäßigten Zone zwischen Nordwest-Kalifornien und dem südwestlichen Oregon und umfassen rund 50.300 km² in der als „Klamath Knot“ bekannten Bergregion. Die Ökoregion beherbergt eine hohe Artenvielfalt mit mehreren verschiedenen Pflanzengesellschaften, darunter Regenwälder der Gemäßigten Zone, feuchte Binnenwälder, Eichenwälder und Steppen, Gebirgswald und alpine Grasfluren. In der Region kommen dreißig Koniferenarten vor (darunter sieben endemisch), was die Klamath Mountains zu einer der weltweit artenreichsten Koniferenwald-Regionen macht. Im Gebiet sind außerdem mehrere Pflanzengesellschaften anzutreffen, die an spezifische Bodenverhältnisse angepasst sind, insbesondere Serpentin.
Zu den Koniferen gehören Douglasie (Pseudotsuga menziesii ssp. menziesii), Lawsons Scheinzypresse (Chamaecyparis lawsoniana), Gelb-Kiefer (Pinus ponderosa), Zucker-Kiefer (Pinus lambertiana), Berg-Hemlocktanne (Tsuga mertensiana), Kolorado-Tanne (Abies concolor ssp. lowiana), Pracht-Tanne (Abies magnifica ssp. shastensis), Siskiyou-Fichte (Picea breweriana), Küstenmammutbaum (Sequoia sempervirens), Riesen-Lebensbaum (Thuja plicata), und Pazifische Eibe (Taxus brevifolia).
Typische Arten der Trinity Alps sind beispielsweise Douglasie, Gelb-Kiefer, Pracht-Tanne, Kolorado-Tanne, Kalifornische Schwarzeiche, Canyon-Eiche, Amerikanischer Erdbeerbaum, Oregon-Ahorn, Kalifornische Rosskastanie, Weihrauchzedern und Jeffrey-Kiefer. Kaliforniens nördlichste Standorte der Digger-Kiefer (Pinus sabiniana) liegen an der Südgabelung des Salmon River.